# I Disappear
I Disappear (englisch für „Ich verschwinde“) ist ein Lied der US-amerikanischen Metal-Band Metallica und ein exklusiver Soundtrack-Beitrag zum Film Mission: Impossible II, mit Tom Cruise in der Hauptrolle. Es war das erste Mal, dass die Band einen Song für einen Film aufnahm und zugleich der letzte Beitrag mit Bassist Jason Newsted, der die Band kurz darauf verließ.

## Musikvideo
Das Video wurde im Mai 2000 unter Leitung von Wayne Isham gedreht. Es zeigt die Band zusammen auf einem Hügel im Monument Valley. Die Anfangsszenen des Films finden dort ebenfalls statt. Sie zeigen wie Cruise den Hügel besteigt. Teilweise sind deshalb auch kurze Ausschnitte daraus zu sehen. Die einzelnen Bandmitglieder erleben allerdings in dem Video eine Reihe von Ereignissen. So muss Kirk Hammett in der Wüste vor einem immer tiefer fliegenden Flugzeug davonrennen. Jason Newsted muss sich durch eine unendliche Menge von Personen drängeln. James Hetfield wird mit dem Auto von einer Druckwelle verfolgt, die alles zerstört was sich ihr in den Weg stellt und Lars Ulrich ist gezwungen aus dem Fenster eines Wolkenkratzers zu springen, da auch hier eine Druckwelle durch das Gebäude hindurch dringt. Am Ende sieht man wie die Band von einem Sandsturm auf dem Hügel verschüttet wird. Kurz darauf kommt Tom Cruise am Gipfel an.

## Live-Darbietungen
Der Song wurde erstmals bei den MTV Movie Awards 2000 live präsentiert. Auf der anschließenden Summer Sanitarium Tour 2000, sowie der Madly in Anger with the World Tour, von 2003–2004, zu dem Album St. Anger, wurde der Song regelmäßig gespielt. In letzter Zeit ist der Song jedoch seltener in den Setlists vorzufinden.

## Kommerzieller Erfolg

### Chartplatzierungen
| ChartsChartplatzierungen       | Höchstplatzierung | Wochen |
| ------------------------------ | ----------------- | ------ |
| Deutschland (GfK)              | 14 (13 Wo.)       | 13     |
| Österreich (Ö3)                | 25 (9 Wo.)        | 9      |
| Schweiz (IFPI)                 | 20 (15 Wo.)       | 15     |
| Vereinigte Staaten (Billboard) | 76 (20 Wo.)       | 20     |
| Vereinigtes Königreich (OCC)   | 35 (4 Wo.)        | 4      |

Dieser Titel ist auf keinem offiziellen Metallica Album erschienen, weder auf Vinyl noch auf CD. 

### Auszeichnungen für Musikverkäufe
| Land/Region               | Auszeichnungen für Musikverkäufe (Land/Region, Auszeichnung, Verkäufe) | Verkäufe |
| ------------------------- | ---------------------------------------------------------------------- | -------- |
| Finnland (IFPI)           | Gold                                                                   | 5.641    |
| Schweden (IFPI)           | Gold                                                                   | 15.000   |
| Vereinigte Staaten (RIAA) | Gold                                                                   | 500.000  |
| Insgesamt                 | 3× Gold ·                                                              | 520.641  |

Hauptartikel: Metallica/Auszeichnungen für Musikverkäufe